# Termofosfaty
Termofosfaty – nawozy fosforowe powstałe w wyniku stopienia wysokoprocentowych fosforanów (fosforyty i apatyty) z topnikami m.in. węglanem sodu, krzemionką, siarczanem sodu, siarczanem magnezu, siarczanem potasu. Stopnienie, a następnie dokładne zmielenie powoduje ze kwas fosforowy przechodzi w formę rozpuszczalną w wodzie i dostępną dla roślin. 
Tego typu nawozy występują pod nazwą: tomasyna, supertomasyna, termofosfat magnezowy. 